# Aleksandar Simic (Basketballspieler)
Aleksandar Simic (* 20. Mai 1980) ist ein ehemaliger deutsch-serbischer Basketballspieler.

## Laufbahn
Simic spielte ab 1994 in der Jugend des TV Langen. Er gehörte zu Beginn der Saison 1998/99 dem Aufgebot des Zweitligisten BG Post SV Koblenz an. Nach dem Rückzug der Mannschaft aus dem Spielbetrieb wechselte der 1,93 Meter große Guard- und Flügelspieler zum Bundesligisten Basket Bayreuth. Er wurde in elf Bundesliga-Begegnungen eingesetzt, ihn ereilte mit Bayreuth 1999 der Abstieg aus der höchsten deutschen Spielklasse. Von 1999 bis 2001 gehörte er zur Mannschaft der Skyliners Frankfurt, kam in der Bundesliga zu drei Einsätzen und stand in der Saison 2000/01 für die Hessen in zwei Spielen der EuroLeague auf dem Feld.
Mit Eintracht Frankfurt trat er 2002/03 in der 2. Bundesliga an. Simic spielte im Spieljahr 2003/04 für den TV Langen in der 2. Bundesliga und verstärkte in derselben Saison den MTV Kronberg in der Regionalliga, 2004/05 war er Spieler des Regionalligisten 1. FCV Orient Mainz. 2005/06 spielte er für den ASC Theresianum Mainz (Regionalliga) und ab 2006 wieder für Kronberg. In der Saison 2009/10 trat er mit dem TV Kirchheimbolanden in der 2. Regionalliga an.